# Trampoline club du Dauphiné
 (février 2010).
Si vous disposez d'ouvrages ou d'articles de référence ou si vous connaissez des sites web de qualité traitant du thème abordé ici, merci de compléter l'article en donnant les références utiles à sa vérifiabilité et en les liant à la section « Notes et références ».
Le trampoline club du Dauphiné (TCD) est un club de gymnastique acrobatique, trampoline et tumbling français situé à Grenoble et dans l'Isère

## Historique

### De 1973 à 1984
En 1970, un Trampoline arrive à l’UER EPS, les futurs professeurs d’Education Physique ont la possibilité de faire quelques essais avec le maître nageur du campus, ainsi qu’un enseignant de l’UER qui avait croisé Pierre Blois, qui était à l’époque, premier DTN de Trampoline, et professeur à l'INSEP.
La pratique du Trampoline à Grenoble démarre et se développe de manière organisée en 1973, sous l’impulsion d’un professeur d’EPS, Christian Schwertz, qui monte avec quelques élèves, la première « école de Trampoline de Grenoble » en parallèle à une activité « AS Sports Acrobatiques, du mercredi ».
Chargé de la préparation acrobatique des patineurs de l’école de glace de Grenoble, le Trampoline devient rapidement l’objet « incontournable » prisé par toutes les disciplines.
Les premiers stages de ski acrobatiques montés par JL Courtier en présence de Nano Pourtier, dans la station des Deux Alpes connaîtront la « formation de la première équipe de France » de ski acrobatique, (les premiers internationaux Christine Rossi, Emmanuel Aury, Richard Peney) dont la formation Trampoline fut confiée à Christian Schwertz.
Dans la foulée, les bienfaits du Trampoline devenant incontestables, c’est  l’équipe de perchistes de l'ASPTT Grenoble et son chef de file Philippe Collet (bronze Europe 86, 6e JO 88) qui furent préparés en acrobatie par Christian.

### En 1984
La décision est prise de mettre fin à « l’école de Trampoline de Grenoble » qui avait une forme privée, pour fonder le Trampoline Club du Dauphiné en association loi de 1901 avec le docteur Christine Janin, première alpiniste française à atteindre le toit du Monde, en 1990, et ce, de manière à pouvoir faire enfin des compétitions.
Le club du TCD devient rapidement un des meilleurs clubs de France, affichant systématiquement plus d’une trentaine de participants sur les championnats de France dans les trois disciplines.

### En 1986
L’organisation du championnat de France à Grenoble est un véritable succès toujours en mémoire pour les anciens du Trampoline, avec en prime, un « Record du monde de nombre de simultanés ». Le TCD a déjà plus de 20 qualifiés pour les championnats de France, et connaît sa première victoire par équipe en « acrosport ». Durant l’été qui suit, les retombées sur les stages, sont importantes et forgent une solide notoriété, en accueillant les équipes de

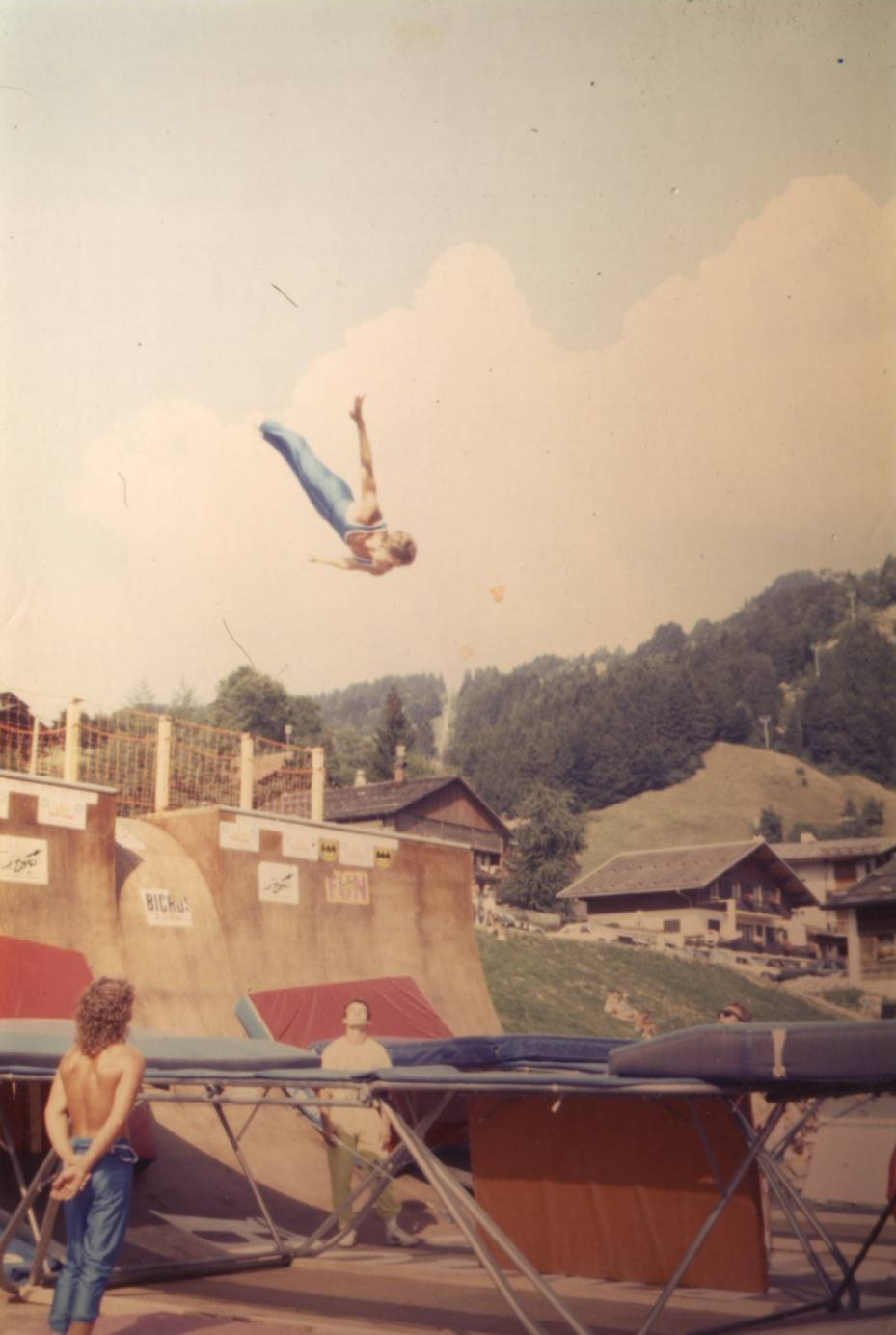
Hervé Guérard en entrainement au Grand-Bornand en juillet 1986.

France juniors de tumbling. 

### Entre 86 et 91
Le Trampoline Club du Dauphiné devient un des clubs phares de la fédération FFST qui devient FFTSA au même niveau qu'Antibes, Évian, Bois-Colombes, la Seyne-sur-Mer et de l’INSEP, où s’entraîne l’équipe de France Tumbling, qui quittera Paris pour faire les beaux jours de Rennes.
Reconnu par le Conseil général sous la rubrique sport élite, le club Grenoblois compte chaque année un nombre important de ses athlètes qui parviennent aux équipes de France des sports acrobatiques. Figurant systématiquement dans les trois meilleurs clubs de France, le TCD obtient quelques reconnaissances sportives, trois fois l’ultime distinction des trois roses de Grenoble, ainsi qu’un nombre important de titres nationaux. La notoriété technique est installée. 

### En 1993
L’implication de Christian Sschwertz au niveau de la fédération française de trampoline est grandissante et son fils Fabrice devient champion d’Europe, vainqueur des jeux mondiaux, et vainqueur de la coupe du Monde.
Dans le même temps, les titres et les sélections augmentent pour le TCD, et jusqu’en 1994 ce club participe à fournir les équipes de France.

### De 1995 à 2003
La Fédération envisage de monter sur Grenoble, le 4e centre d’entraînement national, qui sera créé en 95 sous l’appellation nouvelle Pôle espoir, dont la direction sera confiée à Christian et le TCD devient donc club pilote du pôle en fournissant en grande partie l’ensemble des athlètes.

### De 2004 à nos jours
Le club vole de ses propres ailes, et reste toujours un des clubs fournisseurs des équipes de France, sur deux disciplines essentielles que sont le Tumbling et la Gymnastique Acrobatique. Aujourd’hui le TCD compte plus de 200 licenciés et ne cesse de se développer.
En mai 2009, le TCD a organisé les championnats de France de Trampoline et Sports Acrobatiques, réunissant plusieurs milliers de personnes à la halle Clemenceau de Grenoble.

### 2011
Le TCD signe une année historique en Tumbling avec deux titres de champion de France en Division Nationale 1 et 2 à la fois. Mickael Gosset devient champion de France en catégorie Nationale, 20 ans après le dernier titre en individuel obtenu en 1991 par Franck Salcines. Alice Ruiz et Fanny Gaubert sont elles aussi Championne de France dans les catégories Junior et Sénior Fédéral.

### Logos

Logo de 1984 à 2006
Logo depuis 2007

## Palmarès du club

### Résultats individuels

#### Trampoline
- Hervé Guérard  France

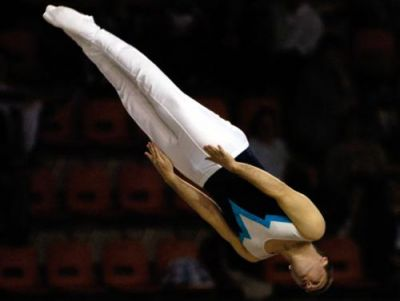
Meryl Varini aux championnats de France de trampoline en 2004 à Nîmes.

  - 3e au championnat d'Europe Trampoline Synchronisé à Poznań (PLD)	1991
  - Champion de France Trampoline	1991
  - Champion de France Trampoline Synchronisé	1990-1991

- Olivier Guyon 
  - Champion de France Universitaire	2002
  - Vice-champion de France Trampoline Synchronisé	2003

- Meryl Varini  France
  - Vainqueur du tournoi des 4 nations	1998-2000
  - 7e aux WAG(World Age Group)	2003

- Christophe Robert
  - Coupe Nationale Junior	1997
  - Champion de France Junior Trampoline Synchronisé	1997

- Jean-Michel Martin  France
  - Champion de France Trampoline Synchronisé	1990-1991

- Gabriel Souclier
  - 9e aux WAG(World Age Group) Trampoline Synchronisé de Kamloop(CAN)	1996
  - 13e aux WAG(World Age Group) Trampoline de Kamloop(CAN)	1996

#### Tumbling
- Amandine Arnaud  France

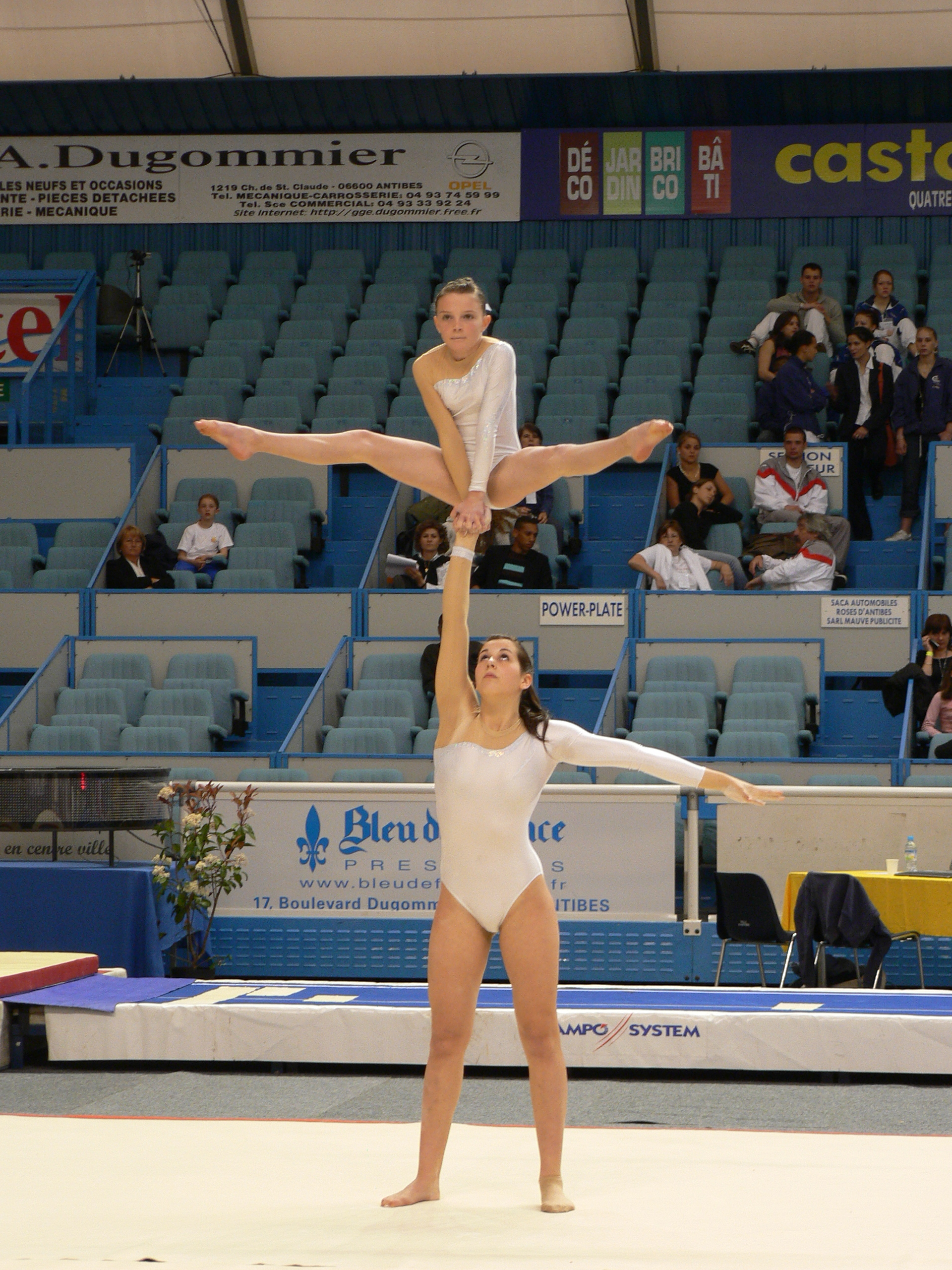
Éleonore Lachaud et Clara Guinard en gym acrobatique en 2007.

  - Championne de France Tumbling 2008
  - Championne de France Tumbling	2007
  - 5e de la coupe du Monde Kunshan City (Chine)	2007

- Mickael Gosset  France
  - Champion de France Tumbling 2011
  - 11e des championnats du Monde Tumbling 2009
  - 6e aux Jeux Mondiaux 2009 Tumbling	2009
  - Vice-champion de France Tumbling	2009
  - Vice-champion de France Tumbling	2007
  - 4e de la Coupe du Monde à Sazlgitter(Allemagne)	2006

- Fabien Gosset
  - Vice-champion du monde Junior Tumbling	2009
  - Champion de France Junior Tumbling 2008
  - Vice-champion de France Junior Tumbling	2007
  - 2e au Tournoi international Coimbra (Portugal)	2007
  - Coupe Nationale Junior	2007

- Franck Salcines  France
  - Champion du monde avec l'équipe de France à Essen (Allemagne)	1990
  - Champion de France	1991
  - 13e aux championnats d'Europe de Antwerp(Belgique)	1993
  - Athlète au Cirque du soleil	Depuis 1999

- Jean-François Glou  France
  - Membre de l'équipe de France	De 1994	à 1997
  - Athlète au Cirque du soleil	Depuis 1999

- Christelle Giroud  France
  - Championne du monde avec l'équipe de France à Porto (Portugal)	1994
  - Championne du monde avec l'équipe de France à Auckland (NZD)	1992
  - 13e aux championnats d'Europe d'Anvers (Belgique)	1993
  - Championne du monde avec l'équipe de France à Essen (Allemagne)	1990

- Mélanie Peysson
  - 3e aux championnats d'Europe juniors	1994

- Jérome Chomaze 
  - Sélectionné aux WAG Tumbling de Ausburg(Allemagne)	1990

#### Gymnastique acrobatique
- Aurélien Bisserier & Yanis Odru  France

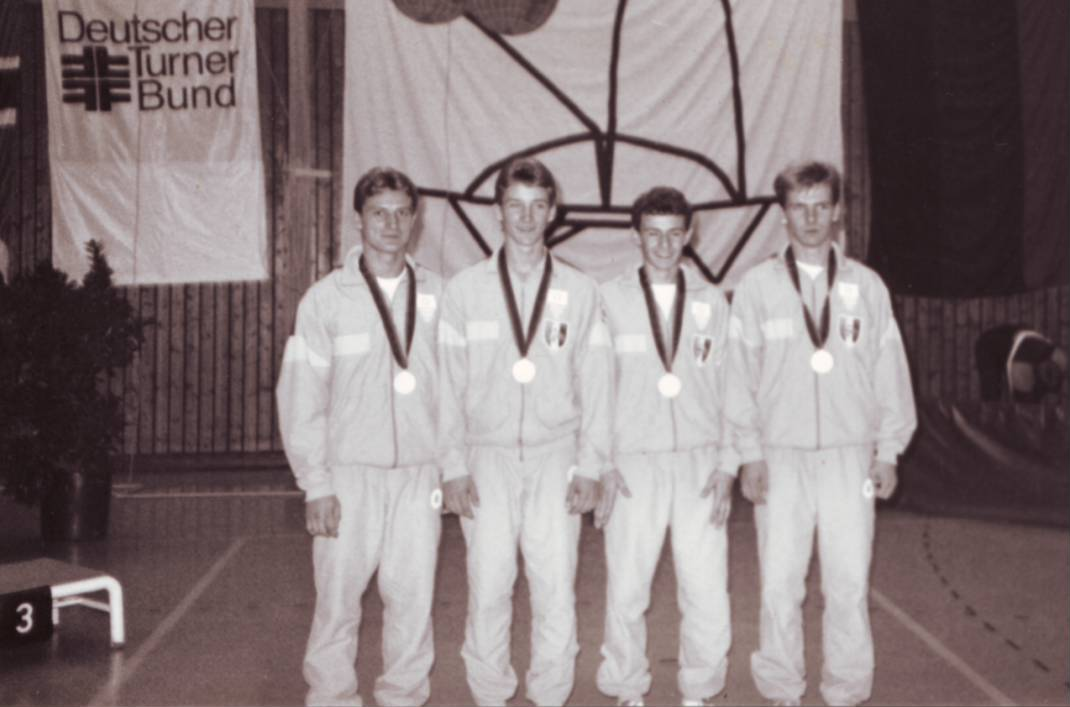
Équipe de France junior de trampoline, vice-championne d’Europe, en 1988. De gauche à droite : Hervé Guérard, Fabrice Schwertz, Jean‐Michel Martin et Fabrice Hennique.

  - Champions de France Gym Acro	2001-2002-2003-2004
  - 10e aux championnats du monde de Gym Acro	2002
  - 8e aux championnats du monde de Gym Acro	2004
  - 6e aux championnats d'Europe de Gym Acro	2005
  - 2e au tournoi international de Puurs(Belgique)	2004

- Léa Campus, Eléonore Lachaud et Tracy Bonjour
  - 7e aux WAG (World Age Group) Gym Acro au Portugal	2006

- Lucie Vauquois, Amélie Suarez, Anne Eberhard
  - Championnes de France Gym Acro	2003

### Résultats par équipe

#### Tumbling
- 2011 : Champion de France Division Nationale 1 & Division Nationale 2
- 2010 : Champion de France Division Nationale 1
- 2009 : Vice-Champion de France Division Nationale 1
- 2008 : Vice-Champion de France Division Nationale 1
- 2006 : Champion de France Division Nationale 1

#### Trampoline
- Vice-champion de France 	De 1994 à 1999